# Atletica leggera ai Giochi della XXX Olimpiade - Salto in alto femminile

Video ufficiale della Finale

Ai Giochi della XXX Olimpiade, la competizione del salto in alto femminile si è svolta il 9 e l'11 agosto presso lo Stadio Olimpico di Londra.

## Presenze ed assenze delle campionesse in carica
Per i campionati europei si considera l'edizione del 2010.
| Competizione         | Atleta            | Prestazione | Londra 2012 |
| -------------------- | ----------------- | ----------- | ----------- |
| Olimpiadi 2008       | Tia Hellebaut     | 2,05 m      | Presente    |
| Commonwealth 2010    | Nicole Forrester  | 1,91 m      | Assente     |
| Europei 2010         | Blanka Vlašić     | 2,03 m      | Infortunata |
| Asiatici 2010        | Svetlana Radzivil | 1,95 m      | Presente    |
| Mondiali 2011        | Anna Čičerova     | 2,03 m      | Presente    |
|                      |                   |             |             |
| Mondiali junior 2008 | Kimberly Jess     | 1,86 m      | Non selez.  |

## Gara
Nel turno eliminatorio alla soglia del 1,93 si qualificano le prime 12 classificate.

In finale, la campionessa in carica Tia Hellebaut sbaglia due volte a 1,93 prima di superare l'asticella. A 1,97 la belga va su al primo tentativo. Con lei le russe Anna Čičerova e Svetlana Školina. Le statunitensi Chaunté Lowe e Brigetta Barrett e la spagnola Ruth Beitia fanno il loro primo errore della gara. A 2,00 sono ancora in pedana ben sette atlete. Vanno fuori in tre, tra cui, inaspettatamente, la Hellebaut e la Lowe. La Čičerova ha valicato tutte le misure alla prima prova.

La Čičerova, a 2,03, sempre più dominatrice della gara, valica l'asticella al primo tentativo. Brigitta Barett e Svetlana Školina hanno entrambe un personale di 2,01, stabilito ai rispettivi campionati nazionali.
Si superano entrambe: la statunitense alla seconda prova e la russa alla terza. Ruth Beitia (2,02 nel 2007) invece sbaglia i tre tentativi a disposizione. Rimangono tre atlete. Arrivate tutte e tre alla misura di 2,05 sbagliano il primo tentativo. La Čičerova va su al secondo, mentre le due rivali sbagliano. L'oro è suo; l'argento spetta alla Barrett poiché ha fatto un errore in meno della Školina a 2,03.

## Squalifica per doping
Sette anni dopo la competizione, il 1º febbraio 2019, Svetlana Školina è riconosciuta colpevole di assunzione di sostanze illecite (doping) ai Giochi di Londra e viene privata della medaglia di bronzo.

## Risultati

### Turno eliminatorio
Giovedì 9 agosto 2012, ore 9:30.
Qualificazione1,96 m (Q) o le migliori 12 classificate (q)
| Pos | Gruppo | Atleta                  | Nazione     | Salti | Salti | Salti | Salti | Salti | Salti | Uscita | Note                                     |
| Pos | Gruppo | Atleta                  | Nazione     | 1,75  | 1,80  | 1,85  | 1,90  | 1,93  | 1,96  | Uscita | Note                                     |
| --- | ------ | ----------------------- | ----------- | ----- | ----- | ----- | ----- | ----- | ----- | ------ | ---------------------------------------- |
| 1   | B      | Svetlana Radzivil       | Uzbekistan  | O     | O     | O     | O     | XXO   | O     | 1,96   | Q                                        |
| 2   | A      | Ruth Beitia             | Spagna      | –     | –     | O     | O     | O     | –     | 1,93   | q                                        |
| 2   | A      | Melanie Melfort         | Francia     | O     | O     | O     | O     | O     | –     | 1,93   | q =                                      |
| 2   | A      | Anna Čičerova           | Russia      | –     | –     | O     | O     | O     | –     | 1,93   | q                                        |
| 2   | A      | Emma Green Tregaro      | Svezia      | –     | –     | O     | O     | O     | –     | 1,93   | q                                        |
| 2   | B      | Tia Hellebaut           | Belgio      | –     | –     | O     | O     | O     | –     | 1,93   | q                                        |
| 2   | B      | Svetlana Školina        | Russia      | –     | –     | O     | O     | O     | –     | 1,93   | q                                        |
| 2   | B      | Chaunté Lowe            | Stati Uniti | –     | O     | O     | O     | O     | –     | 1,93   | q                                        |
| 9   | A      | Burcu Ayhan             | Turchia     | O     | O     | –     | XO    | O     | –     | 1,93   | q                                        |
| 10  | A      | Airinė Palšytė          | Lituania    | O     | O     | O     | O     | XO    | –     | 1,93   | q                                        |
| 10  | A      | Brigetta Barrett        | Stati Uniti | O     | O     | O     | O     | XO    | –     | 1,93   | q                                        |
| 10  | B      | Irina Gordeeva          | Russia      | –     | O     | O     | O     | XO    | XX–   | 1,93   | q                                        |
| 13  | B      | Antonia Stergiou        | Grecia      | O     | XO    | O     | XXO   | XO    | XXX   | 1,93   | Miglior prestazione personale stagionale |
| 14  | A      | Ariane Friedrich        | Germania    | –     | –     | O     | O     | XXO   | XXX   | 1,93   | Miglior prestazione personale stagionale |
| 15  | A      | Olena Holosha           | Ucraina     | –     | O     | O     | O     | XXX   |       | 1,90   |                                          |
| 15  | B      | Anna Iljuštšenko        | Estonia     | –     | O     | O     | O     | XXX   |       | 1,90   |                                          |
| 17  | B      | Doreen Amata            | Nigeria     | –     | O     | X–    | O     | XXX   |       | 1,90   | Miglior prestazione personale stagionale |
| 18  | A      | Zheng Xingjuan          | Cina        | –     | O     | O     | XXO   | XXX   |       | 1,90   |                                          |
| 19  | B      | Levern Spencer          | Saint Lucia | –     | O     | XO    | XXO   | XXX   |       | 1,90   |                                          |
| 20  | A      | Esthera Petre           | Romania     | O     | O     | O     | XXX   |       |       | 1,85   |                                          |
| 20  | A      | Nadiya Dusanova         | Uzbekistan  | –     | O     | O     | XXX   |       |       | 1,85   |                                          |
| 20  | B      | Venelina Veneva-Mateeva | Bulgaria    | –     | O     | O     | XXX   |       |       | 1,85   |                                          |
| 20  | B      | Lesyani Mayor           | Cuba        | O     | O     | O     | XXX   |       |       | 1,85   |                                          |
| 20  | B      | Lissa Labiche           | Seychelles  | O     | O     | O     | XXX   |       |       | 1,85   |                                          |
| 20  | B      | Ebba Jungmark           | Svezia      | –     | O     | O     | XXX   |       |       | 1,85   |                                          |
| 20  | B      | Amy Acuff               | Stati Uniti | O     | O     | O     | XXX   |       |       | 1,85   |                                          |
| 27  | A      | Deirdre Ryan            | Irlanda     | –     | O     | XO    | XXX   |       |       | 1,85   |                                          |
| 28  | A      | Tonje Angelsen          | Norvegia    | –     | O     | XXO   | XXX   |       |       | 1,85   |                                          |
| 29  | A      | Oldřiška Marešová       | Rep. Ceca   | O     | O     | XXX   |       |       |       | 1,80   |                                          |
| 29  | A      | Wanida Boonwan          | Thailandia  | O     | O     | XXX   |       |       |       | 1,80   |                                          |
| 29  | A      | Dương Thị Việt Anh      | Vietnam     | O     | O     | XXX   |       |       |       | 1,80   |                                          |
| 29  | B      | Ana Šimić               | Croazia     | –     | O     | XXX   |       |       |       | 1,80   |                                          |
| 29  | B      | Sahana Kumari           | India       | –     | O     | XXX   |       |       |       | 1,80   |                                          |
| 34  | B      | Vita St'opina           | Ucraina     | XO    | XO    | XXR   |       |       |       | 1,80   |                                          |
| NC  | B      | Marina Aitova           | Kazakistan  | R     |       |       |       |       |       | NM     |                                          |

### Finale
Sabato 11 agosto 2012, ore 19:00.
| Migliore atleta in attività | 2,08 m       | Blanka Vlašić | Infortunata |
| Primatista stagionale       | 2,02 m (2/6) | Anna Čičerova | Presente    |

1. ↑  Stabilito nel 2009.
2. ↑  Alla data del 20 luglio 2012.

| Pos     | Atleta             | Età | Nazione     | Salti | Salti | Salti | Salti | Salti | Salti | Misura | Note                                                                               |
| Pos     | Atleta             | Età | Nazione     | 1,89  | 1,93  | 1,97  | 2,00  | 2,03  | 2,05  | Misura | Note                                                                               |
| ------- | ------------------ | --- | ----------- | ----- | ----- | ----- | ----- | ----- | ----- | ------ | ---------------------------------------------------------------------------------- |
| Oro     | Anna Čičerova      | 30  | Russia      | O     | O     | O     | O     | O     | XO    | 2,05   | Miglior prestazione mondiale stagionale · Miglior prestazione personale stagionale |
| Argento | Brigetta Barrett   | 22  | Stati Uniti | O     | O     | XO    | XO    | XO    | XXX   | 2,03   | Miglior prestazione personale                                                      |
| Bronzo  | Ruth Beitia        | 33  | Spagna      | O     | O     | XO    | O     | XXX   |       | 2,00   | =                                                                                  |
| 4       | Tia Hellebaut      | 34  | Belgio      | O     | XXO   | O     | XXX   |       |       | 1,97   | =                                                                                  |
| 5       | Chaunté Lowe       | 28  | Stati Uniti | O     | O     | XO    | XXX   |       |       | 1,97   |                                                                                    |
| 6       | Svetlana Radzivil  | 25  | Uzbekistan  | O     | XXO   | XXO   | XXX   |       |       | 1,97   | Miglior prestazione personale stagionale                                           |
| 7       | Emma Green Tregaro | 28  | Svezia      | XO    | O     | XXX   |       |       |       | 1,93   |                                                                                    |
| 8       | Melanie Melfort    | 30  | Francia     | O     | XO    | XXX   |       |       |       | 1,93   | =                                                                                  |
| 9       | Irina Gordeeva     | 26  | Russia      | O     | XXO   | XXX   |       |       |       | 1,93   |                                                                                    |
| 10      | Airinė Palšytė     | 20  | Lituania    | O     | XXX   |       |       |       |       | 1,89   |                                                                                    |
| 11      | Burcu Ayhan        | 22  | Turchia     | XXO   | XXX   |       |       |       |       | 1,89   |                                                                                    |
| -       | Svetlana Školina   |     | Russia      | O     | O     | O     | O     | XXO   | XXX   | 2,03   | dq                                                                                 |